# Friedrich Wolf von Lüdinghausen
Friedrich Wolf von Lüdinghausen (ur. 16 października 1643 w Dyneburgu, zm. 15 kwietnia 1708 we Wrocławiu) – niemiecki dyplomata i uczony, profesor teologii i filozofii na uniwersytecie we Wrocławiu, w Ołomuńcu i w Pradze.

## Życiorys
Urodził się w szlacheckiej rodzinie w Kurlandii, był paziem na dworze króla Jana Kazimierza. W wieku 16 lat wstąpił w Krakowie do jezuitów. W 1675 kończył filozofię na Uniwersytecie w Pradze, przez co związał się z czeską prowincją jezuitów, do której należał Śląsk. W latach 1675–1676 wykładał poetykę w Bydgoszczy, w latach 1676–1677 filozofię w Poznaniu. Był kapelanem cesarskim. W latach 1687–1691 i 1694-1697 rektor kolegium jezuickiego we Wrocławiu. Zaufany cesarza Leopolda Habsburga i jego żony Eleonory odbywał misje dyplomatyczne w interesie książąt Hanoweru i władców Prus. Dzięki staraniom Lüdinghausena we Wrocławiu wybudowano (1689-1698) kościół Jezuitów oraz (1702) zainaugurowano działalność Akademii Leopoldyńskiej (dzisiejszego Uniwersytetu Wrocławskiego).